# Roudbar
Roudbar (en persan : رودبار / Rudbâr) est une ville située dans la province de Guilan, en Iran. C'est la capitale de la préfecture de Roudbar.

## Population
Au recensement de 2006, sa population était de 11 454 habitants, dans 3 303 familles.

## Géographie
Rudbar est située à 268 kilomètres de Téhéran et avec un climat variable. Elle est située à la lisière d'une vallée à travers laquelle coule la rivière Sefid (Rud-e Safid). Roudbar peut être considéré comme une porte d'entrée de la province de Guilan depuis le centre de l'Iran. Son nom signifie «par la rivière» en persan et fait référence à la rivière Sepid Roud qui passe près de la ville. 

## Économie
L'économie locale de Roudbar comprend notamment des olives et des produits à base d'olives. Des oliveraies entourent la ville. L'huile d'olive est produite localement. Roudbar est également connu pour ses tapis de qualité fabriqués à la main. Malgré les oliveraies qui peuvent suggérer la présence d'un climat méditerranéen, les hivers sont très froids dans la région. Les vents dans la vallée de Sepid Roud (Mandjil) sont bien connus dans le pays.